# Nikolaj Komlitsjenko
Nikolaj Nikolajevitsj Komlitsjenko (Russisch: Никола́й Никола́евич Комличе́нко; Plastoenovskaja, 29 juni 1995) is een Russisch voetballer die doorgaans speelt als spits. In juli 2025 verruilde hij FK Rostov voor Lokomotiv Moskou. Komlitsjenko maakte in 2019 zijn debuut in het Russisch voetbalelftal.

## Clubcarrière
Komlitsjenko speelde in de jeugdopleiding van FK Krasnodar. Zijn debuut in het eerste elftal maakte de aanvaller op 17 maart 2014, op bezoek bij Tom Tomsk. Kirill Pantsjenko opende namens die club de score en door een doelpunt van Wanderson werd het uiteindelijk 1–1. Komlitsjenko begon op de reservebank maar van coach Oleg Kononov mocht hij na drieënzeventig minuten spelen invallen voor Ari. Het seizoen 2013/14 leverde vier competitieduels op voor de aanvaller en de jaargang erop nul. De tweede seizoenshelft van dat jaar bracht Komlitsjenko door op huurbasis bij Tsjernomorets Novorossiejsk. Hierna keerde hij terug maar opnieuw kwam hij niet aan spelen toe bij Krasnodar. Dat verhuurde de Rus daarop aan Slovan Liberec. In de zomer van 2017 huurde Mladá Boleslav de aanvaller voor de duur van twee seizoenen. Op driekwart van deze verhuurperiode nam Mladá Boleslav de Russische aanvaller over voor circa vierhonderdduizend euro en Komlitsjenko zette zijn handtekening onder een verbintenis voor de duur van drieënhalf jaar. Een jaar na zijn definitieve komst haalde Dinamo Moskou de aanvaller voor ongeveer drieënhalf miljoen euro terug naar Rusland. Hij tekende in Moskou tot medio 2024. In juli 2021 werd Komlitsjenko voor een seizoen verhuurd aan FK Rostov. Na deze verhuurperiode werd hij definitief overgenomen door Rostov. Drie seizoenen later verkaste hij naar Lokomotiv Moskou.

## Clubstatistieken
| Seizoen | Club                          | Competitie   | Competitie | Competitie | Beker | Beker | Internationaal | Internationaal | Totaal | Totaal |
| Seizoen | Club                          | Competitie   | Wed.       | Dlp.       | Wed.  | Dlp.  | Wed.           | Dlp.           | Wed.   | Dlp.   |
| ------- | ----------------------------- | ------------ | ---------- | ---------- | ----- | ----- | -------------- | -------------- | ------ | ------ |
| 2013/14 | FK Krasnodar                  | Premjer-Liga | 4          | 0          | 1     | 0     | —              | —              | 5      | 0      |
| 2014/15 | FK Krasnodar                  | Premjer-Liga | 0          | 0          | 1     | 0     | 0              | 0              | 1      | 0      |
| 2014/15 | → Tsjernomorets Novorossiejsk | FNL          | 13         | 2          | 0     | 0     | —              | —              | 13     | 2      |
| 2015/16 | FK Krasnodar                  | Premjer-Liga | 0          | 0          | 0     | 0     | 0              | 0              | 0      | 0      |
| 2016/17 | FK Krasnodar                  | Premjer-Liga | 0          | 0          | 0     | 0     | 0              | 0              | 0      | 0      |
| 2016/17 | → Slovan Liberec              | 1. liga      | 12         | 3          | 0     | 0     | 9              | 4              | 21     | 7      |
| 2017/18 | → Mladá Boleslav              | 1. liga      | 17         | 4          | 2     | 0     | 2              | 0              | 21     | 4      |
| 2018/19 | → Mladá Boleslav              | 1. liga      | 18         | 18         | 1     | 0     | —              | —              | 19     | 18     |
| 2018/19 | Mladá Boleslav                | 1. liga      | 14         | 11         | 0     | 0     | —              | —              | 14     | 11     |
| 2019/20 | Mladá Boleslav                | 1. liga      | 15         | 10         | 2     | 1     | 3              | 2              | 20     | 13     |
| 2019/20 | Dinamo Moskou                 | Premjer-Liga | 11         | 3          | 0     | 0     | —              | —              | 11     | 3      |
| 2020/21 | Dinamo Moskou                 | Premjer-Liga | 25         | 4          | 1     | 0     | 1              | 1              | 27     | 5      |
| 2021/22 | → FK Rostov                   | Premjer-Liga | 28         | 8          | 1     | 0     | —              | —              | 29     | 8      |
| 2022/23 | FK Rostov                     | Premjer-Liga | 26         | 10         | 7     | 2     | —              | —              | 33     | 12     |
| 2023/24 | FK Rostov                     | Premjer-Liga | 25         | 4          | 6     | 2     | —              | —              | 31     | 6      |
| 2024/25 | FK Rostov                     | Premjer-Liga | 26         | 8          | 11    | 1     | —              | —              | 37     | 9      |
| 2025/26 | Lokomotiv Moskou              | Premjer-Liga | 0          | 0          | 0     | 0     | —              | —              | 0      | 0      |
| Totaal  | Totaal                        | Totaal       | 234        | 85         | 33    | 6     | 15             | 7              | 282    | 98     |

Bijgewerkt op 3 juli 2025.

## Interlandcarrière
Komlitsjenko maakte zijn debuut in het Russisch voetbalelftal op 10 oktober 2019, toen een kwalificatiewedstrijd voor het EK 2020 gespeeld werd tegen Schotland. Komlitsjenko moest van bondscoach Stanislav Tsjertsjesov op de reservebank beginnen en hij mocht vier minuten voor het einde van het duel invallen voor Artjom Dzjoeba, die twee keer gescoord had. Doordat ook Magomed Ozdojev en Aleksandr Golovin scoorden werd met 4–0 gewonnen. Op 19 november 2019 kwam Komlitsjenko voor het eerst tot scoren, tijdens zijn derde interlandoptreden, tegen San Marino. Na doelpunten van Daler Koezjajev, Sergei Petrov, Aleksej Mirantsjoek en Aleksej Ionov besliste de aanvaller de uitslag op 0–5.
| Interlands van Nikolaj Komlitsjenko voor Rusland | Interlands van Nikolaj Komlitsjenko voor Rusland | Interlands van Nikolaj Komlitsjenko voor Rusland | Interlands van Nikolaj Komlitsjenko voor Rusland | Interlands van Nikolaj Komlitsjenko voor Rusland | Interlands van Nikolaj Komlitsjenko voor Rusland | Interlands van Nikolaj Komlitsjenko voor Rusland |
| №                                                | Datum                                            | Wedstrijd                                        | Uitslag                                          | Competitie                                       | Goals                                            |                                                  |
| Als speler bij Mladá Boleslav                    | Als speler bij Mladá Boleslav                    | Als speler bij Mladá Boleslav                    | Als speler bij Mladá Boleslav                    | Als speler bij Mladá Boleslav                    | Als speler bij Mladá Boleslav                    | Als speler bij Mladá Boleslav                    |
| ------------------------------------------------ | ------------------------------------------------ | ------------------------------------------------ | ------------------------------------------------ | ------------------------------------------------ | ------------------------------------------------ | ------------------------------------------------ |
| 1                                                | 10 oktober 2019                                  | Rusland – Schotland                              | 4 – 0                                            | EK 2020 kwalificatie                             |                                                  |                                                  |
| 2                                                | 16 november 2019                                 | Rusland – België                                 | 1 – 4                                            | EK 2020 kwalificatie                             |                                                  |                                                  |
| 3                                                | 19 november 2019                                 | San Marino – Rusland                             | 0 – 5                                            | EK 2020 kwalificatie                             | 78'                                              |                                                  |

Bijgewerkt op 3 juli 2025.

## Erelijst
| Topscorer 1. liga | 1 | 2018/19 (29 goals) |